# Pattani (Provinz)
Pattani (Thai: ปัตตานี) ist eine Provinz (Changwat) in der Südregion von Thailand. Die Hauptstadt der Provinz Pattani heißt ebenfalls Pattani.
Mehrheitlich von muslimischen Malaien bewohnt, bestand in dieser Region lange Zeit das Sultanat Pattani als siamesischer Vasallenstaat.

## Geographie
Die Provinz liegt etwas mehr als 1000 Kilometer südlich der Hauptstadt Bangkok auf der Malaiischen Halbinsel. Die Fläche ist etwa doppelt so groß wie die von Berlin.
Die Landschaft ist geprägt von einer Tiefebene. Im Süden steigt das Land zu den Sankalakhiri-Bergen auf, wo sich auch der Nationalpark Budo Su-ngai Padi (Thai: อุทยานแห่งชาติ บูโด-สุไหงปาดี) befindet. Hier sind wertvolle Bergregenwälder mit seltenen Pflanzenarten zu sehen.
| Angrenzende Provinzen und Gebiete: | Angrenzende Provinzen und Gebiete: |
| ---------------------------------- | ---------------------------------- |
| Norden                             | Küste zum Golf von Thailand        |
| Osten                              | Küste zum Golf von Thailand        |
| Süden                              | Narathiwat und Yala                |
| Westen                             | Songkhla                           |

### Klima
Das Klima ist tropisch-monsunal. Die Anzahl der jährlichen Regentage liegt bei 164, mit einer durchschnittlichen Niederschlagsmenge von etwa 2570 mm. Die Höchsttemperatur im Jahr 2008 betrug 35,0 °C, die tiefste Temperatur wurde mit 21,5 °C gemessen. An 140 Regentagen fielen in demselben Jahr 1562,7 mm Niederschlag.

## Bevölkerung
Pattani ist eine der vier Provinzen Thailands, in denen sich eine Mehrheit der Bevölkerung zum Islam bekennt. Nach den Daten der Volkszählung 2000 waren 80,7 % der Einwohner Muslime und 19,2 % Buddhisten. 76,6 % gaben Malaiisch als Erstsprache an, waren demnach also ethnische Malaien. 99,9 % der Bevölkerung waren thailändische Staatsbürger.

## Wirtschaft

### Daten
Im Jahre 2011 betrug das „Gross Provincial Product“ (Bruttoinlandsprodukt) der Provinz 47,423 Milliarden Baht. Das entspricht 67.492 Baht pro Einwohner (umgerechnet ca. 2.200 US-Dollar). Damit ist Pattani die wirtschaftlich schwächste Provinz der Südregion.
| Wirtschaftszweig | 2006 | 2007 | 2008 |
| ---------------- | ---- | ---- | ---- |
| Landwirtschaft   | 16,9 | 16,9 | 17,7 |
| Industrie        | 6,9  | 7,4  | 6,9  |
| Andere           | 76,2 | 75,7 | 75,4 |

Alle Angaben in %
Der Mindestlohn in der Provinz beträgt 170 Baht pro Tag (etwa 4 €).
Die am stärksten zur Wirtschaftsleistung der Provinz beitragende Branche war im Jahr 2011 die Fischerei mit 9,648 Mrd. Baht. Es folgten die Land- und Forstwirtschaft mit 8,930 Mrd. Baht und das verarbeitende Gewerbe mit 6,328 Mrd. Baht.

### Landnutzung
Für die Provinz ist die folgende Landnutzung dokumentiert:
- Waldfläche: 56.853 Rai (35,5 km²), 4,7 % der Gesamtfläche
- Landwirtschaftlich genutzte Fläche: 733.498 Rai (458,4 km²), 60,5 % der Gesamtfläche
- Nicht klassifizierte Fläche: 422.371 Rai (264,0 km²), 34,8 % der Gesamtfläche

## Verkehr

### Flughafen
- Pattani (IATA-Flughafencode PAN)

## Geschichte
Das Gebiet wurde bereits in der Frühzeit besiedelt, die ältesten Spuren menschlicher Besiedelung sind heute im Amphoe Yarang zu sehen. In der heutigen Provinz Pattani ist wahrscheinlich die Hauptstadt des historischen Königreichs Langkasuka zu verorten, dessen Entstehung auf das erste Jahrhundert n. Chr. datiert wird. Um 200 erreichte die brahmanische Religion Langkasuka, im 7. Jahrhundert geriet es unter den Einfluss Srivijayas, woraufhin sich auch der Buddhismus hierher ausbreitete. Spätestens im Jahr 1470 ist die Islamisierung Pattanis dokumentiert. Im 15. Jahrhundert kam eine größere Einwanderungswelle von Menschen nach Pattani, die sich hier niederließen, um an dem aufstrebenden Handel mit chinesischen Kaufleuten teilzuhaben, die wiederum über Indien bis in den Nahen Osten und nach Europa lieferten.
Pattani war das Zentrum des Sultanats Pattani, das jedoch wesentlich mehr umfasste als die heutige Provinz. Es war ab dem 15. Jahrhundert lose vom siamesischen Königreich Ayutthaya abhängig. Nach dem Fall von Ayutthaya 1767 wurde Pattani für kurze Zeit selbständig, doch kam es 1785 unter König Rama I. (Phra Phutthayotfa Chulalok) wieder unter die Kontrolle Siams. In diesem Jahr wurde in Pattani die größte, jemals in Siam gegossene Kanone hergestellt. Sie nennt sich Nang Phraya Tani und steht heute vor dem Gebäude des Verteidigungsministeriums in Bangkok. Als Sinnbild der Provinz wird sie in ihrem Siegel und auf ihrer Flagge gezeigt. 
Rama I. zerteilte das Sultanat Pattani 1808 in sieben Fürstentümer. Diese wurden weiterhin von lokalen Herrschern regiert, der siamesische Einfluss nahm aber zu. Die Provinz Pattani entstand 1905 während der Herrschaft Ramas V. (Chulalongkorns). Sie wurde im Jahr darauf mit drei anderen Provinzen zu einem Monthon (größere Verwaltungseinheit unter Aufsicht eines Bevollmächtigten der Zentralregierung) zusammengefasst, dessen Hauptsitz Pattani war. Großbritannien erkannte die Souveränität Siams über Pattani im Anglo-Siamesischen Vertrag von 1909 an, während die anderen zuvor unter siamesischem Einfluss stehenden Sultanate (Kelantan, Kedah, Terengganu) an das britische Kolonialreich abgetreten werden mussten. 1933 wurde das Monthon Pattani aufgelöst und die Provinz Pattani bekam ihre heutigen Grenzen.
Seit 1976 kämpft in Pattani sowie den Nachbarprovinzen Narathiwat und Yala die (1992 aufgespaltene) Separatistenorganisation Pattani United Liberation Organization (PULO) für Autonomie sowie für Entwicklungsprogramme für die von Bangkok vernachlässigten malaiischen Provinzen Südthailands und schreckt dabei auch vor terroristischer Gewalt nicht zurück. Der Konflikt mit dem thailändischen Staat eskalierte ab 2004.

## Sehenswürdigkeiten
- Matsayit Klang, die Zentralmoschee von Pattani, das bedeutendste islamische Gotteshaus in Südthailand
- Wat Chang Hai Rat Buranaram – alte buddhistische Tempelanlage (Wat), hochverehrt wegen des berühmten Mönches Luang Pho Thuat, der hier lebte, lehrte und verstarb.
- Nationalparks:
  - Nationalpark Namtok Sai Khao (Thai: อุทยานแห่งชาติน้ำตกทรายขาว) – „Wasserfall Weißer Sand“, mit einem Wasserfall und einer sehr schönen botanischen Anlage, in Richtung Amphoe Khok Pho

## Wappen

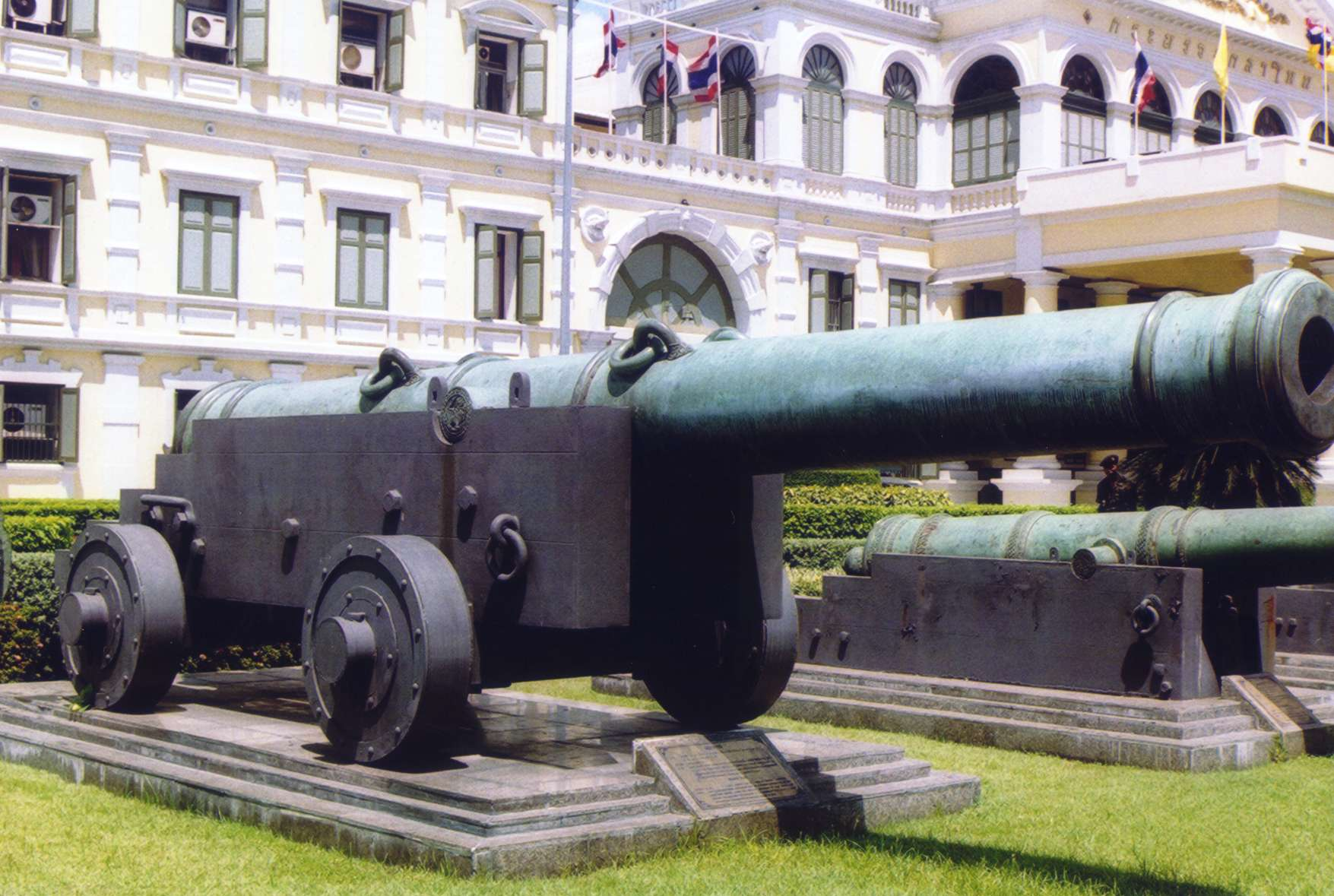
Nang Phraya Tani vor dem Verteidigungsministerium in Bangkok

Das Wappen der Provinz Pattani zeigt die erwähnte Kanone Nang Phraya Tani, die 1785 nach Bangkok geschafft wurde, wo sie heute vor dem Verteidigungsministerium zu besichtigen ist.
Die lokale Blume ist der Chinesische Hibiskus (Hibiscus rosa-sinensis). Der lokale Baum ist das Eisenholz (Hopea odorata).
Der Wahlspruch der Provinz Pattani lautet übersetzt:
Es gibt die klare und angenehme Soße Budu,

Um dich herum liegen schöne Strände,

Reich an vielen Wasserfällen,

Angenehme gurrende Tauben wohnen hier,

Überall findet man die Luk Yi-Frucht,

Gut zu essen sind die frischen Austern namens Hoi Khraeng.

## Verwaltungseinheiten

### Provinzverwaltung
Die Provinz ist in 12 Amphoe eingeteilt, die sich wiederum in 115 Tambon und weiter in 629 Muban gliedern.
| \| Nr. \| Amphoe-Name \| Thai \| \| --- \| ----------------------- \| -------------- \| \| 01 \| Amphoe Mueang Pattani \| อำเภอเมืองปัตตานี \| \| 02 \| Amphoe Khok Pho \| อำเภอโคกโพธิ์ \| \| 03 \| Amphoe Nong Chik \| อำเภอหนองจิก \| \| 04 \| Amphoe Panare \| อำเภอปะนาเระ \| \| 05 \| Amphoe Mayo \| อำเภอมายอ \| \| 06 \| Amphoe Thung Yang Daeng \| อำเภอทุ่งยางแดง \| \| 07 \| Amphoe Sai Buri \| อำเภอสายบุรี \| \| 08 \| Amphoe Mai Kaen \| อำเภอไม้แก่น \| \| 09 \| Amphoe Yaring \| อำเภอยะหริ่ง \| \| 10 \| Amphoe Yarang \| อำเภอยะรัง \| \| 11 \| Amphoe Kapho \| อำเภอกะพ้อ \| \| 12 \| Amphoe Mae Lan \| อำเภอแม่ลาน \| |                         |                |
| Nr. | Amphoe-Name             | Thai           |
| 01 | Amphoe Mueang Pattani   | อำเภอเมืองปัตตานี |
| 02 | Amphoe Khok Pho         | อำเภอโคกโพธิ์    |
| 03 | Amphoe Nong Chik        | อำเภอหนองจิก    |
| 04 | Amphoe Panare           | อำเภอปะนาเระ   |
| 05 | Amphoe Mayo             | อำเภอมายอ      |
| 06 | Amphoe Thung Yang Daeng | อำเภอทุ่งยางแดง  |
| 07 | Amphoe Sai Buri         | อำเภอสายบุรี     |
| 08 | Amphoe Mai Kaen         | อำเภอไม้แก่น     |
| 09 | Amphoe Yaring           | อำเภอยะหริ่ง     |
| 10 | Amphoe Yarang           | อำเภอยะรัง      |
| 11 | Amphoe Kapho            | อำเภอกะพ้อ      |
| 12 | Amphoe Mae Lan          | อำเภอแม่ลาน     |

### Lokalverwaltung
Für das ganze Gebiet der Provinz besteht eine Provinz-Verwaltungsorganisation (องค์การบริหารส่วนจังหวัด, kurz อบจ., Ongkan Borihan suan Changwat; englisch Provincial Administrative Organization, PAO).
In der Provinz gibt es eine Stadt (เทศบาลเมือง – Thesaban Mueang): Pattani (เทศบาลเมืองปัตตานี). 
Daneben gibt es 11 Kleinstädte (เทศบาลตำบล – Thesaban Tambon).